# ȹ
ȹ (лигатура QP) — типографская лигатура латинских букв Q и P (также иногда интерпретируется как лигатура букв C и P). Используется в некоторых системах фонетической транскрипции, особенно в африканских языках, для обозначения звука [p̪], например, в языке зулу: [ɱȹfʼ].
ȹ была добавлена в Юникод в версии 4.1 в 2005 году, но лишь небольшое количество шрифтов могут корректно отображать этот символ. К ним относятся Чарис SIL, Code2000, Doulos SIL, Squarish Sans CT, а также шрифты DejaVu.